# Paul de Baenst
Paul de Baenst (1442 - juli 1497) was voorzitter van de Raad van Vlaanderen.

## Familie
Paul de Baenst, heer van Voormezele en Mellegem, was de oudste zoon van Lodewijk I de Baenst en Clara Losschaert, uit een invloedrijke Brugse patriciërsfamilie. Hij had negen broers en zussen, onder wie waarschijnlijk alleen Lodewijk II de Baenst en drie zussen de volwassen leeftijd bereikten. Een van die drie trouwde met Pieter Metteneye.
Paul trouwde met Jacquemine van Karrest (†1525), dochter van Simon, heer van Voormezele en ze hadden vier kinderen:
- Adriaan de Baenst, heer van Voormezele en Tilleghem trouwde met Marie d'Oignies
- Jacob de Baenst die in Brugge politiek actief was en vrijgezel bleef
- Engelbert de Baenst (†1491)
- Margaretha de Baenst, vrouwe van Voormezele, trouwde met Willem van Claerhout

Het echtpaar werd begraven in de kerk van de augustijnenabdij in Voormezele.

## Levensloop
Paul de Baenst deed uitstekende studies in Leuven. In 1464 was hij primus in de artes en vervolgde met studies in de rechten. Hij vertrok naar de universiteit van Padua en promoveerde er tot doctor in beide rechten. Het jaar daarop werd hij er rector van de rechtenfaculteit.
Het jaar daarop was hij weer in het graafschap Vlaanderen. In 1477 werd hij benoemd tot raadsheer-requestmeester in de Grote Raad van Mechelen en in 1479 werd hij benoemd tot president van de Raad van Vlaanderen, ambt dat hij bekleedde tot enkele maanden voor zijn dood.
De Baenst werd een belangrijke bemiddelaar in de reeks conflicten die tussen 1482 en 1492 plaatsvonden tussen Maximiliaan van Oostenrijk en de steden.
- In 1482 onderhandelde hij voor rekening van Maximiliaan met de Staten van Vlaanderen
- In 1482 was hij nauw betrokken bij de Regentschapsraad
- Van 1482 tot 1485 was hij betrokken bij onderhandelingen met de steden
- In 1488, toen Maximiliaan in Brugge werd gevangengenomen, bleef hij hem als raadgever bijstaan, maar werd enkele dagen later zelf gearresteerd en in de Hallen vastgehouden. Na enkele dagen werd hij vrij gelaten en vertrok hij naar Gent. Wellicht was zijn neef Jan de Baenst fs. Zeger, die aan de zijde van de opstandige stad stond, voor hem tussengekomen.
- In 1489 nam hij deel aan de besprekingen die leidden tot het verdrag van Montilz-lez-Tours
- In november 1990 nam hij deel aan de besprekingen die leidden tot de overeenkomst in Damme
- In 1492 nam hij deel aan de besprekingen die leidden tot de vrede in Sluis gesloten tussen Brugge en Maximiliaan.

Hij werd vervolgens een van de voornaamste raadgevers van de jonge hertog Filips de Schone.